# シェレンベルク
シェレンベルク（標準ドイツ語：Schellenberg, アレマン語（リヒテンシュタイン方言）：Schellabärg（シェーラベルク））は、リヒテンシュタインの基礎自治体。
ライン川上流付近の土手にある低地地域に属し、2021年の調査によると、総人口は1,104人で面積は3.55km2。

## 交通
主な交通手段は鉄道であり、平坦な土地なため自転車の利用が多い。バスはファドゥーツなど長距離移動の際に利用される。
オーストリアに通ずる道路があり、オーストリアとスイスの国境警備隊が配置されている。

## 歴史
紀元前にライン川の上流にいた古代ケルト族が、後にゲルマン人とラエティア人が定住し、紀元前15年にローマ帝国がこの地域を征服し、それらをラエティア州の一部にした。さらに、ケルト人、ラエティア人、ローマ人とゲルマン人が混血を繰り返して、アレマン人として形成された。
その後、当地はフランク朝のカール大帝の伯爵領となった。伯爵領は相続で分割され続けた。
1437年にファドゥーツ伯爵はシェレンベルクの統治権を購入した。ファドゥーツとシェレンベルクは、その後ずっと結合され続けた。
1499年のシュヴァーベン大公によるシュヴァーベン戦争後に、両州はオーストリア帝国（神聖ローマ帝国）のハプスブルク家の宗主権の下に入った。伯爵の異なる王朝は、リヒテンシュタイン王朝によって18世紀初期に購入されるまで、売り買いされ続けた。
1706年に高貴な地位を得たが、帝国の議会で投票権を得るために直ちに領土を得る必要があったので、1719年に皇帝はリヒテンシュタイン公国として、形式的にファドゥーツとシェレンベルクを統一した。